# 道瑟瑙
道瑟瑙是德国莱茵兰-普法尔茨州的一个市镇。总面积9.83平方公里，总人口1313人，其中男性650人，女性663人（2011年12月31日），人口密度134人/平方公里。